# Respuesta bifásica
La respuesta bifásica se refiere a la relación dosis-respuesta individual frente a una sustancia endógena que presenta una curva en forma de U. Las sustancias endógenas son aquellas que se producen en el organismo de forma natural como las vitaminas, el colesterol o los minerales.
Cuando hay deficiencia de estas sustancias aparecen efectos adversos. A medida que se aumenta la dosis no se detecta ninguna respuesta adversa; el organismo se encuentra entonces en un estado de homeostasis. Con niveles más altos, aparece una toxicidad (cualitativamente diferente de la observada en deficiencia) que aumenta en magnitud con dosis crecientes.
La respuesta puede subdividirse en regiones de dosis baja y alta donde la respuesta de toxicidad ocurre diferencialmente (los brazos de la U), más una región de no toxicidad (la depresión de la U).
Algunos ejemplos serían la vitamina A, cuya deficiencia puede dañar la vista, mientras que el exceso puede dañar el hígado o causar defectos de nacimiento; las altas dosis de selenio que pueden afectar al cerebro y las dosis altas de estrógenos que  pueden aumentar el riesgo de cáncer de mama. Sin embargo, estas sustancias son esenciales para la vida y sus deficiencias también causarán daño.